# Площадь Науки (Челябинск)
Пло́щадь Нау́ки — площадь в Челябинске. Находится у западной оконечности проспекта Ленина, возле южной границы центрального парка культуры и отдыха имени Юрия Гагарина. На площади располагается памятник И. В. Курчатову «Расщеплённый атом». К площади Науки адресно не относится ни одно здание или сооружение. В 2013 году на площади было начато строительство полуподземного торгового комплекса, открывшегося в 2015 году под названием «Курчатов».